# Zebra-Harnischwels
Der Zebrawels (Hypancistrus zebra) ist ein Süßwasserzierfisch aus der Gattung Hypancistrus. Er wurde erstmals Ende der 1980er Jahre im Rio Xingú in Brasilien entdeckt.
Seit Anfang 2005 wurde von der brasilianischen Regierung Fang, Zucht und Ausfuhr des Zebrawels verboten, da die Bestände im Rio Xingú sehr stark gefährdet sind. Durch den geplanten Bau des Belo-Monte-Wasserkraftwerks würde der gesamte Lebensraum des Zebrawelses austrocknen.
Dieser Fisch kann ein Alter von über 20 Jahren und eine Größe von ca. 8–10 cm, Männchen über zehn Jahren auch mal ca. 12 cm, erreichen.
Die Geschlechtsunterschiede sind sehr schwer und erst nach zwei oder drei Lebensjahren zu erkennen. Das Männchen bekommt in der Regel eine breitere Kopfpartie und sieht daher etwas massiger aus. Des Weiteren sind die Hautzähnchen (Odontoden) auf den Kiemendeckeln bei den Männchen deutlich länger als bei den Weibchen. Auch auf dem ersten Flossenstrahl der Brustflossen tragen die Männchen längere Odontoden. Weibchen wirken von oben betrachtet im Bauchbereich häufig dicker, als die gleichmäßig spitz zum Schwanzende zulaufenden Männchen. Auf etwa sechs Männchen kommt nur ein Weibchen.

## Aquaristik
Sehr schnell entwickelte sich der Zebrawels, wohl aufgrund seines Aussehens, zum sehr gefragten Aquarienfisch, sogar trotz der hohen Preise für gute Exemplare. 
Der L 46 ist ein vorwiegend nachtaktiver aber auch tagesaktiver Höhlenbewohner und liebt Wasser mit einer Temperatur von ca. 28 Grad sowie eine gute Filterung mit viel Wasserbewegung. Eine gute Sauerstoffversorgung ist nötig. An die sonstigen Wasserwerte stellt er keine besonderen Ansprüche. Der Untergrund sollte mit feinem Kies oder Sand bestückt werden, 2 mm Durchmesser oder kleiner. Jeder erwachsene männliche Zebrawels muss unbedingt eine eigene flache Höhle zur Verfügung gestellt bekommen, Weibchen und Jungtiere sitzen gern in Spalten von Gestein oder unter Wurzeln. Die Männchen übernehmen die gesamte Brutpflege in ihren Höhlen. Die Gelegegröße schwankt zwischen 4 und 30 Eiern, die mit einem Durchmesser von ca. 5 mm recht groß sind. Auch die frisch geschlüpften Jungfische sind mit gut 1 cm recht groß und schwimmen nach ungefähr 2 Wochen frei, nachdem sie ihren großen Dottersack aufgebraucht haben.
Das Becken muss für 2 bis 3 Tiere minimal 80 l Wasser fassen, dabei spielt die Höhe keine besondere Rolle. Der L 46 sollte nicht mit Schmerlen vergesellschaftet werden, da diese durch ihre scharfen Augendornen Verletzungen herbeiführen könnten. Das Futter sollte immer in feiner Stückelung gegeben werden. Feines Granulat, Flockenfutter und zerkleinertes Frostfutter werden sehr gern angenommen.